# LOVE IS BUBBLE
「LOVE IS BUBBLE」（ラヴ イズ バブル）は、BONNIE PINKの20枚目のシングル。2006年5月10日発売。発売元はワーナーミュージック・ジャパン。規格品番はWPCL-10263。

## 解説
- 前作から9か月ぶりとなるシングル。
- 東宝配給映画『嫌われ松子の一生』テーマ・ソング。この映画で、BONNIE PINKはソープ嬢役で映画初出演をしている。
- 当時、TSUTAYA onlineではBUBBLEにちなんで、泡の出る待受け画像がプレゼントされていた。
- ミキシングはTore Johanssonが担当。
- 2005年に行なわれたデビュー10周年記念イベント『BONNIE PINK 10th Anniversary SPECIAL EVENT』から、初期の楽曲をライブ音源にて収録。

## 収録曲
1. LOVE IS BUBBLE [3:19]
（作詞・作曲:BONNIE PINK 編曲:村田陽一 and BONNIE PINK）
東宝配給映画『嫌われ松子の一生』テーマ・ソング。
2. オレンジ （2005.9.27 Live at Shinsaibashi CLUB QUATTRO） [5:17]
（作詞・作曲:BONNIE PINK）
3. Do You Crash? （2005.9.21 Live at SHIBUYA-AX） [5:33]
（作詞・作曲:BONNIE PINK）
4. LOVE IS BUBBLE （Instrumental）
（作曲:BONNIE PINK 編曲:村田陽一 and BONNIE PINK）

## 収録アルバム
- 『Every Single Day -Complete BONNIE PINK（1995-2006）-』（1.）
- オリジナル・サウンド・トラック『嫌われ松子の歌たち』（1.）
- オリジナル・アルバム未収録（1.）
- アルバム未収録（2.-オリジナル・ヴァージョンは『Blue Jam』収録,3.-同様に『Heaven's Kitchen』収録）

## カバー
- カバー・アルバム『Little・Love・Light -10 songs for 10 stories』収録。榊原香保里がカバー。
- 『特選！シネマ・サウンド・トラック（日本/韓国）Vol．2』（配信限定）。宮原永海がカバー。